# Mistrzostwa Trzech Narodów w Łyżwiarstwie Figurowym 2012
Mistrzostwa Trzech Narodów w Łyżwiarstwie Figurowym 2012 – zawody łyżwiarstwa figurowego dla reprezentantów trzech państw: Czech, Polski i Słowacji. Zawody rozgrywano od 16 do 17 grudnia 2011 roku w Ostrawie.
Kolejność miejsc zajmowanych przez reprezentantów Czech, Polski i Słowacji w każdej z konkurencji, determinowała wyniki końcowe ich mistrzostw krajowych (2012) w kategorii seniorów. Reprezentanci innych państw mogli brać udział gościnny udział w zawodach.

## Wyniki

### Soliści
| Poz. | Zawodnik          | Nota łączna | SP | SP    | FS  | FS     |
| ---- | ----------------- | ----------- | -- | ----- | --- | ------ |
| 1    | Tomáš Verner      | 226,77      | 2  | 70,45 | 1   | 156,32 |
| 2    | Michal Březina    | 207,57      | 1  | 72,12 | 2   | 135,45 |
| 3    | Maciej Cieplucha  | 174,97      | 4  | 53,52 | 3   | 121,45 |
| 4    | Pavel Kaška       | 173,49      | 3  | 64,10 | 5   | 109,39 |
| 5    | Petr Coufal       | 172,99      | 5  | 53,11 | 4   | 119,88 |
| 6    | Sebastian Iwasaki | 141,14      | 8  | 51,30 | 9   | 89,84  |
| 7    | Kamil Białas      | 140,63      | 7  | 51,61 | 10  | 89,02  |
| 8    | Patrick Myzyk     | 138,70      | 6  | 51,80 | 12  | 86,90  |
| 9    | Miroslav Dvořák   | 134,74      | 12 | 39,54 | 6   | 95,20  |
| 10   | Taras Rajec       | 133,98      | 9  | 46,67 | 11  | 87,31  |
| 11   | Edwin Siwkowski   | 133,57      | 11 | 40,71 | 8   | 92,86  |
| 12   | Jiří Vašíček      | 130,85      | 14 | 36,29 | 7   | 94,56  |
| 13   | Kamil Dymowski    | 130,56      | 10 | 43,66 | 12  | 86,90  |
| 14   | Łukasz Pazdro     | 110,34      | 16 | 33,97 | 14  | 76,37  |
| 15   | Marco Zakouřil    | 105,22      | 13 | 38,30 | 15  | 66,92  |
| WD   | Jakub Štróbl      | DNF         | 15 | 35,23 | DNF | DNF    |

### Solistki
| Poz. | Zawodniczka            | Nota łączna | SP | SP    | FS | FS    |
| ---- | ---------------------- | ----------- | -- | ----- | -- | ----- |
| 1    | Monika Simančíková     | 135,38      | 1  | 49,64 | 1  | 85,74 |
| 2    | Nicole Rajičová        | 125,11      | 3  | 43,34 | 3  | 81,77 |
| 3    | Alexandra Kamieniecki  | 124,56      | 2  | 44,52 | 4  | 80,04 |
| 4    | Alexandra Kunová       | 123,18      | 4  | 39,50 | 2  | 83,68 |
| 5    | Agata Kryger           | 106,80      | 7  | 35,54 | 5  | 71,26 |
| 6    | Krystyna Klimczak      | 103,74      | 6  | 36,82 | 7  | 66,92 |
| 7    | Eliška Březinová       | 102,88      | 8  | 35,02 | 6  | 67,86 |
| 8    | Aneta Michałek         | 102,32      | 5  | 37,82 | 9  | 64,50 |
| 9    | Klára Světlíková       | 99,57       | 10 | 33,88 | 8  | 65,69 |
| 10   | Erika Viteková         | 98,71       | 9  | 34,56 | 10 | 64,15 |
| 11   | Nastasia Lobachevskaya | 93,50       | 11 | 32,96 | 11 | 60,54 |
| 12   | Ivana Reitmayerová     | 89,93       | 13 | 31,36 | 12 | 58,57 |
| 13   | Marcelina Lech         | 84,27       | 12 | 32,54 | 13 | 51,73 |
| 14   | Karolína Gútová        | 66,92       | 14 | 19,86 | 14 | 47,06 |

### Pary sportowe
| Poz. | Zawodnicy                                 | Nota łączna | SP | SP    | FS | FS    |
| ---- | ----------------------------------------- | ----------- | -- | ----- | -- | ----- |
| 1    | Magdalena Klatka / Radosław Chruściński   | 131,05      | 1  | 43,76 | 1  | 87,29 |
| 2    | Aleksandra Malinkiewicz / Sebastian Lofek | 107,93      | 3  | 36,96 | 2  | 70,97 |
| 3    | Alexandra Herbríková / Rudy Halmaert      | 106,70      | 2  | 37,00 | 3  | 69,70 |
| 4    | Magdalena Jaskółka / Piotr Snopek         | 103,77      | 4  | 36,58 | 4  | 67,19 |

### Pary taneczne
| Poz. | Zawodnicy                                 | Nota łączna | SD | SD    | FD | FD    |
| ---- | ----------------------------------------- | ----------- | -- | ----- | -- | ----- |
| 1    | Aleksandra Zworygina / Maciej Bernadowski | 121,91      | 1  | 50,06 | 2  | 71,85 |
| 2    | Gabriela Kubová / Dmitrij Kisielow        | 118,80      | 4  | 45,68 | 1  | 73,12 |
| 3    | Lucie Myslivečková / Neil Brown           | 113,40      | 2  | 46,41 | 4  | 66,99 |
| 4    | Karolina Procházková / Michal Češka       | 111,74      | 5  | 44,70 | 3  | 67,04 |
| 5    | Federica Testa / Lukáš Csölley            | 108,81      | 3  | 46,21 | 6  | 62,60 |
| 6    | Natalia Kaliszek / Michał Kaliszek        | 107,26      | 6  | 40,66 | 5  | 66,60 |

## Medaliści mistrzostw krajowych
| Państwo  | Konkurencja   | Złoto                                     | Srebro                                    | Brąz                                |
| -------- | ------------- | ----------------------------------------- | ----------------------------------------- | ----------------------------------- |
| Czechy   | Soliści       | Tomáš Verner                              | Michal Březina                            | Pavel Kaška                         |
| Czechy   | Solistki      | Eliška Březinová                          | Klára Světlíková                          | Nastasia Lobachevskaya              |
| Czechy   | Pary sportowe | Alexandra Herbríková / Rudy Halmaert      | DNS                                       | DNS                                 |
| Czechy   | Pary taneczne | Gabriela Kubová / Dmitrij Kisielow        | Lucie Myslivečková / Neil Brown           | Karolina Procházková / Michal Češka |
| Polska   | Soliści       | Maciej Cieplucha                          | Sebastian Iwasaki                         | Kamil Białas                        |
| Polska   | Solistki      | Alexandra Kamieniecki                     | Agata Kryger                              | Krystyna Klimczak                   |
| Polska   | Pary sportowe | Magdalena Klatka / Radosław Chruściński   | Aleksandra Malinkiewicz / Sebastian Lofek | Magdalena Jaskółka / Piotr Snopek   |
| Polska   | Pary taneczne | Aleksandra Zworygina / Maciej Bernadowski | Natalia Kaliszek / Michał Kaliszek        | DNS                                 |
| Słowacja | Soliści       | Taras Rajec                               | DNF                                       | DNS                                 |
| Słowacja | Solistki      | Monika Simančíková                        | Nicole Rajičová                           | Alexandra Kunová                    |
| Słowacja | Pary sportowe | DNS                                       | DNS                                       | DNS                                 |
| Słowacja | Pary taneczne | Federica Testa / Lukáš Csölley            | DNS                                       | DNS                                 |